# Gerd Feldhoff
Gerd Feldhoff (* 29. Oktober 1931 in Radevormwald; † 4. April 2024 in Fürth) war ein deutscher Opernsänger (Bariton).

## Leben
Gerd Feldhoff machte zunächst eine Lehre zum Werkzeugmacher, bevor er sich im Alter von 23 Jahren für den Sängerberuf entschied. Seine ersten Gesangsstudien wurden durch die Stadt Radevormwald finanziell unterstützt. Sein Gesangsstudium absolvierte er an der Nordwestdeutschen Musikakademie in Detmold bei Frederick Husler, auf dessen Vermittlung Feldhoff für sein weiteres Studium ein Stipendium der Studienstiftung des deutschen Volkes erhielt. 
Nach zweijährigem Studium wurde er von Wolfram Humperdinck, damals Leiter der Opernschule und Oberspielleiter am Landestheater Detmold, als Cover für die Rolle von Zar Peter I. in Zar und Zimmermann engagiert, den er in der Folgezeit in etwa 40–50 Vorstellungen am Landestheater Detmold sang. In Detmold sang er unterschiedliche Partien, u. a. Marcello in La Bohème, Amonasro in Aida, René in Ein Maskenball und den Julius Caesar.
1959 gab er als Titelheld in Figaros Hochzeit sein Debüt am Opernhaus Essen, wo er bis 1962 im Ensemble verblieb. Ab 1961 gehörte er dem Ensemble der Oper Frankfurt an und hatte einen Gastiervertrag mit der Hamburgischen Staatsoper. Carl Ebert, der damalige Intendant der Deutschen Oper Berlin (DOB), hörte Feldhoff 1960 in Essen als Figaro und engagierte ihn daraufhin sofort nach Berlin.
1961 gab Feldhoff, noch als Gast, und wiederum als Mozart-Figaro, sein Hausdebüt an der Deutschen Oper Berlin, die damals noch in der Interimsspielstätte im Theater des Westens  beheimatet war. Ab 1963 war Feldhoff dann festes Ensemblemitglied der Deutschen Oper Berlin, der er bis zu seinem Bühnenabschied im Jahr 1999 ohne Unterbrechung über 35 Jahre angehörte. Seine erste Premiere als festes Ensemblemitglied war im Juni 1963 wiederum der Figaro in Figaros Hochzeit. Im Februar 1964 sang er an der Deutschen Oper Berlin unter der musikalischen Leitung von Karl Böhm mit großem Erfolg erstmals den Barak in der Strauss-Oper Die Frau ohne Schatten, der in seinen weiteren Karrierejahren zu seiner persönlichen Lieblingspartie wurde. An der Deutschen Oper hatte er insgesamt 1.360 Auftritte, unter anderem als Wozzeck, Hans Sachs, Amfortas in Parsifal, Jochanaan in Salome, Pizarro in Fidelio und als Wanderer in Siegfried. 1969 wirkte er in Berlin in der Uraufführung der Oper 200 000 Taler von Boris Blacher mit. Im März 1972 sang er an der Deutschen Oper Berlin in der deutschen Erstaufführung der Oper Der Besuch der alten Dame von Gottfried von Einem den Alfred Ill. In der Spielzeit 1977/78 übernahm er die Titelrolle in einer Cardillac-Neuinszenierung unter der musikalischen Leitung von Marek Janowski. In der Spielzeit 1979/80 war er der Kurwenal in einer Neuproduktion von Tristan und Isolde (Regie: Götz Friedrich) mit Daniel Barenboim als Dirigent. 1996 sang er an der Deutschen Oper Berlin noch einmal in mehreren Repertoirevorstellungen den Kurwenal in Tristan und Isolde. Gegen Ende seiner Karriere war er an der DOB häufig als Vater in Hänsel und Gretel besetzt. Im Mai 1999 nahm er mit der Rolle des Kurwenal in einer von Christian Thielemann geleiteten Tristan-Aufführung seinen offiziellen Abschied von der Bühne. Im Juni 1999 sang er in einer Repertoire-Vorstellung der Oper Die Zauberflöte noch einmal den Sprecher.
Feldhoff gastierte an zahlreichen Opernbühnen im In- und Ausland. 1960 trat er erstmals am Teatro Colón in Buenos Aires auf. 1964/65 sang er bei den Salzburger Festspielen den Harlekin in Ariadne auf Naxos. In den Jahren 1966–82 gastierte er an der Wiener Staatsoper als Musiklehrer in Ariadne auf Naxos, als Alfonso in Così fan tutte, als Kothner in Die Meistersinger von Nürnberg, als Pizarro, als Orest in Elektra und als Kardinal Borromeo in Palestrina.
Bei den Bayreuther Festspielen war er 1968/69 als Amfortas in Parsifal und als Kurwenal in Tristan und Isolde zu hören. In der Spielzeit 1971/72 wurde er an die Metropolitan Opera in New York verpflichtet, wo er den Kaspar in einer Neuinszenierung der Oper Der Freischütz sang.
Im Januar 1984 sang er an der Mailänder Scala den Musiklehrer in Ariadne auf Naxos. Im Mai 1984 gastierte er am Opernhaus Nürnberg als Pizarro in einer Gala-Vorstellung, bei der Jeannine Altmeyer (Leonore) und Karl-Heinz Thiemann (Florestan) seine Partner waren. 1985 sang er am Opernhaus Zürich die Titelrolle in Mathis der Maler. 1992 trat er am Staatstheater Karlsruhe als Barak auf.
Weitere Gastspiele gab er in Kopenhagen, Helsinki, Amsterdam, Montreal, Mexico-Stadt und bei den Schwetzinger Festspielen. Mit den Ensembles der Deutschen Oper Berlin und der Wiener Staatsoper nahm er auch an deren Japan-Tourneen teil.
Gerd Feldhoff verfügte über einen „sonoren, von kraftvoller Dramatik geprägten Bariton“ (Kutsch/Riemens), der insbesondere im Rollenfach des Heldenbaritons hervorragend zur Geltung kam. Tondokumente mit Gerd Feldhoff sind u. a. auf den Labels Eurodisc (Sebastiano in Tiefland-Gesamtaufnahme, Querschnitt aus Der Evangelimann), Deutsche Grammophon (Lulu von Alban Berg, Kothner), Philips (9. Sinfonie von Beethoven) und HMV-Electrola (Mathis der Maler) erschienen.
1970 wurde Gerd Feldhoff zum „Berliner Kammersänger“ ernannt. Auch sein jüngerer Bruder Heinz Feldhoff (1938–2010) war als Opern- und Konzertsänger tätig. 
Gerd Feldhoff war verheiratet und Vater von drei Töchtern. In seiner Freizeit widmete er sich handwerklichen Arbeiten in seinem Berliner Haus und dem Segeln vor der Insel Sylt, wo er ein Segelboot besaß. Gerd Feldhoff starb im April 2024 im Alter von 92 Jahren.